# 山田万里
山田 万里（やまだ まり、10月4日 - ）は、関東地方を拠点に活動している日本のフリーアナウンサー。フェアリィ所属。また、オフィスケイアールとも業務提携している。宮城県出身。

## 出演

### テレビ番組
- 渓谷ウォーキングと露天風呂（旅チャンネル） - リポーター
- スポーツアイマガジン（スポーツ・アイ ESPN） - リポーター
- スポーツTV（スポーツ・アイ ESPN） - アシスタントキャスター
- おでかけパラダイス（旅チャンネル） - リポーター
- dsn TV（テレビ神奈川/BS-i） - ナビゲーター
- PON!PON!ポシュレ（日本テレビ） - プレゼンター
- 大丸松坂屋通販（BS/CS） - コメンテーター
- 目からウロコ（TOKYO MX） - MC
- リンクローダー インフォマーシャル（BS/CS） - MC
- 痛快!買い物ランドSHOPJIMA（テレビ東京ほか） - コメンテーター
- スマイルショッピング（テレビ東京ほか） - コメンテーター
- ジャパンクオリティ BARCOSセレクション（BS/CS） - コメンテーター
- やずや インフォマーシャル（BS/CS） - MC
- アパティア（QVC） - 商品アドバイザー

### ラジオ番組
- FM-FUJI放送番組 - リポーター[3]
- 2000年度サマーキャンペーン（BAYFM） - リポーター[3]

### ラジオCM
- アトラス[3]

### ネット配信番組
- Take 5 - ナレーター
- 週刊アキバTV!（akibaTV.com） - メインキャスター[4]

### ウェブサイト
- あおぞら銀行グループ - あおぞらカード オンライン申込ナビゲーター
- NTTコミュニケーションズ - ユーザー向けVTR出演
- parco.tv（運営：パルコ・ドット・ティーヴィー → パルコ・シティ） - コンテンツ出演、ナレーター[3]